# Hagenomyia tristis
Hagenomyia tristis is een insect uit de familie van de mierenleeuwen (Myrmeleontidae), die tot de orde netvleugeligen (Neuroptera) behoort. 
Hagenomyia tristis is voor het eerst wetenschappelijk beschreven door Walker in 1853.